# Font de Cabres
La font de Cabres és una font localitzada a la Serra d'Espadà, dintre del terme de Nules però molt a prop del de la Vilavella i situat a uns 400 metres d'altitud sobre el nivell del mar. És la font amb menys mineralització dèbil de tota la província de Castelló i molt estimada pels pobles de la Plana i de l'Espadà. A més, la font està dintre del Parc Natural de la Serra d'Espadà envoltat d'una gran vegetació i gran poder autòcton. En estar a una altura considerable, des dels voltants es pot contemplar una gran vista de tota la Plana de Castelló i tots els seus voltants i serres de l'interior de la província.
La pista i el sender està prou concurrit perquè té un prou fàcil accés que es fa sobretot amb bicicleta o a peu, normalment. També cal senyalar que la Font és un punt de partida per a senderistes i exursionistes que van fins al Puntal que està uns 200 metres més alt que la font des d'on es contemplen unes vistes magnífics de la província de Castelló i també la de València.